# Cöthener HC 02
Der Cöthener Hockeyclub 02, kurz CHC 02, ist ein Hockeyverein aus Köthen in Sachsen-Anhalt.

## Hockey in Köthen
| Europapokalbilanz Herren Feld |                    |        |       |           |
| Jahr                          | Wettbewerb         | Niveau | Platz | Ort       |
| 1991                          | Club Champions Cup | 1      | 8     | Wassenaar |

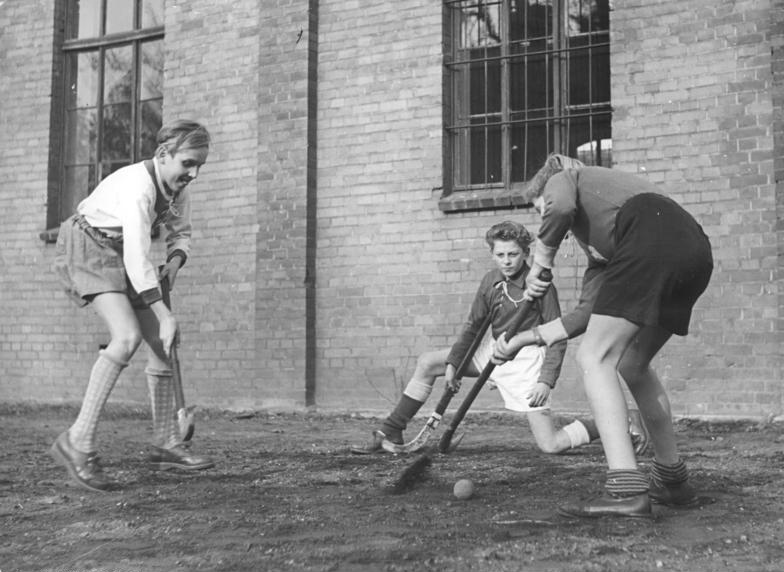
1956: Schüler der Schlossschule Köthen beim Freizeithockey

Der Hockeysport hat in Köthen eine lange und wechselvolle Tradition. 1937 erfolgte der Zusammenschluss des Hockeyclubs mit dem „Sportverein Köthen 02“ zum „Köthener Sportverein CFC 02“. 1945 kam es unter der Besatzungsmacht zur Vereinigung mehrerer Sportvereine, der Hockeyclub trat der „Sportgemeinschaft Köthen-West“ bei. 1950 bildeten Fußballer, Handballer und Hockeyspieler die Betriebssportgruppe „BSG Union Köthen“. In den Folgejahren hieß der Verein „BSG Motor Köthen“, ehe nach der Wende der Traditionsname CHC 02 wieder angenommen wurde. Der Verein gewann im Damen- und im Herrenbereich zwischen 1949 und 1990 insgesamt vierzehnmal die DDR-Meisterschaft im Feld- und Hallenhockey. 25 Spieler wurden in dieser Zeit in die Hockey-Nationalmannschaft der DDR berufen.
Der Verein stellt insgesamt 10 Jugendmannschaften, welche zu den erfolgreichsten Ostdeutschlands gehören. So qualifizieren sich häufig Cöthener Knaben- oder Jugendmannschaften, als Sieger der Mitteldeutschen Nachwuchsligen, für die Zwischenrunde der Deutschen Meisterschaft (Feld) oder für die (Nord-)Ostdeutsche Meisterschaft (Halle). Der aktuelle Nationalspieler Martin Zwicker, mit derzeit (2023) 307 Einsätzen für die Nationalmannschaft, kommt aus der Jugend des Cöthener Hockeyclubs. Er ist der Sohn des ehemaligen DDR-Nationalspielers Detlef Zwicker aus Köthen. Martin Zwicker war Vize-Weltmeister im Feldhockey 2010 in Neu-Delhi und Bronzemedaillengewinner bei den Olympischen Sommerspielen 2016 in Rio de Janeiro. Ein weiterer aktiver Köthener Nationalspieler ist Hannes Müller, welcher derzeit (2023) für den UHC Hamburg in der Nationalmannschaft spielt und 2017 für die U-21 Europameisterschaft nominiert wurde.
Die Herrenmannschaft spielte in der Saison 2012/2013 in der 1. Bundesliga in der Halle, musste aber als Tabellenletzter in die II. Bundesliga absteigen. In der Hallensaison 2016/2017 gelang der 1. Herrenmannschaft des Vereins der Aufstieg in die 2. Bundesliga. In der Feldsaison 2016/2017 verpasste sie jedoch knapp den Aufstieg in die Ostdeutsche Regionalliga (3. Liga) und bestritt die Feldsaison 2017/2018 weiterhin in der Mitteldeutschen Oberliga.
Im Januar 2020 gelang der 1. Herrenmannschaft der Aufstieg aus der 2. in die 1. Hallenhockey-Bundesliga.
In der darauffolgenden Saison 2021/22 in der Bundesliga Ost konnte die Klasse nicht gehalten werden. Einem Unentschieden und neun Niederlagen folgte der Abstieg in die 2. Bundesliga Ost.
Im Feld spielt der CHC 02 in der 2. Bundesliga Süd. Die Damenmannschaft ist sowohl im Feld als auch in der Halle Oberligist.

## 1. Herren

### Feld 2017/2018
Die Herrenmannschaft des Cöthener HCs spielte in der Feldsaison 2017/2018 in der mitteldeutschen Oberliga.

### Halle 2017/2018
In der Hallensaison spielt die Mannschaft, als Aufsteiger aus der Regionalliga Ost, in der 2. Bundesliga Ost.

## Mannschaften

### Feld 2017/2018
- 1. Herren: Mitteldeutsche Oberliga
- Männliche Jugend B: Meisterschaftsrunde Mitteldeutschland 2017
- Weibliche Jugend B: Meisterschaftsrunde Mitteldeutschland 2017
- Knaben A: Meisterschaftsrunde Mitteldeutschland 2017
- Knaben B: Meisterschaftsrunde Mitteldeutschland 2017
- Knaben C: Mitteldeutschland 2017
- Mädchen A: Meisterschaftsrunde Mitteldeutschland 2017
- Mädchen C: Meisterschaftsrunde Mitteldeutschland 2017[12]

### Halle 2017/2018
- 1. Herren: 2. Bundesliga (Ost)
- 2. Herren: 2. Mitteldeutsche Verbandsliga

Die restlichen Ligen werden erst zu Ende der Feldsaison veröffentlicht.

### Feld 2016/2017
- 1. Herren: Mitteldeutsche Oberliga (Klassenerhalt)[14]
- Knaben A: Meisterschaftsrunde Mitteldeutschland 2016[15], Deutsche Meisterschaft (Zwischenrunde D, 4. Platz)[16]
- Knaben B: Meisterschaftsrunde Mitteldeutschland 2016[17], Saalepokal (5. Platz)[18]
- Knaben C: Mitteldeutschland 2016[19]
- Mädchen A: Meisterschaftsrunde Mitteldeutschland 2016[20]
- Mädchen C: Meisterschaftsrunde Mitteldeutschland 2016[21]

### Halle 2016/2017
- 1. Herren: Regionalliga Ost (Aufstieg 2. Bundesliga)[22]
- 2. Herren: 1. Mitteldeutsche Liga[23]
- 1. Damen: Mitteldeutsche Oberliga[24]
- Männliche Jugend B: Meisterschaftsrunde Mitteldeutschland[25], Ostdeutsche Meisterschaft (6. Platz)[26]
- Weibliche Jugend B: Pokalrunde Mitteldeutschland[27]
- Knaben A: Meisterschaftsrunde Mitteldeutschland[28], Ostdeutsche Meisterschaft (4. Platz)[29]
- Knaben B: Meisterschaftsrunde Mitteldeutschland[30]
- Knaben C: Meisterschaftsrunde Mitteldeutschland[31]
- Mädchen A: Meisterschaftsrunde Mitteldeutschland[32]
- Mädchen C: Meisterschaftsrunde Mitteldeutschland[33]

### Weitere Mannschaften
- Knaben D
- Mädchen D
- Minis
- Senioren
- Elternhockeyteam
- Specialhockey

## DDR-Meisterschaften des Cöthener HC

### Feld
- 1949 Herrenteam (Ostzonenmeister)
- 1950 Herrenteam
- 1953 Herrenteam
- 1954 Herrenteam
- 1958 Damenteam
- 1988 Herrenteam
- 1990 Herrenteam

### Halle
- 1953 Damenteam
- 1954 Damenteam
- 1967 Damenteam
- 1969 Damenteam
- 1972 Damenteam
- 1974 Damenteam
- 1975 Damenteam

## DDR-Nationalspieler des CHC 02
| Herren             | Zeitraum | Anzahl Spiele | Damen              | Zeitraum | Anzahl Spiele |
| ------------------ | -------- | ------------- | ------------------ | -------- | ------------- |
| Eduard Müller      | 1950     | 2             | Hella Häntsch      | 1954     | 1             |
| Bernhard Müller    | 1950     | 2             | Marlies Ilgenstein | 1954–58  | 8             |
| Rudolf Werner      | 1950–53  | 5             | Brigitte Vogler    | 1955–56  | 3             |
| Karl-Heinz Lehmann | 1953     | 3             | Renate Heidenreich | 1955–57  | 3             |
| Werner Lorenz      | 1953–56  | 3             | Helga Haberecht    | 1957     | 1             |
| Werner Vogler      | 1954–56  | 9             | Ilona Popp         | 1967–72  | 7             |
| Jürgen Müller      | 1968–69  | 3             | Elli Pschorn       | 1970–83  | 23            |
| Klaus Kintscher    | 1969–76  | 32            | Gabriele Kelm      | 1972–75  | 5             |
| Detlef Zwicker     | 1978–90  | 94            | Judith Messer      | 1976     | 2             |
| Wolfgang Max       | 1980–90  | 53            | Elvira Vogel       | 1977–80  | 7             |
| Wulf Müller        | 1987–90  | 23            | Heike Grimm        | 1980–86  | 16            |
| Frank Stammwitz    | 1987–90  | 22            |                    |          |               |
| Raik Bädelt        | 1990     | 5             |                    |          |               |
| Jörg Blasczyk      | 1990     | 5             |                    |          |               |